# AMX-13 F3 AM
Canon de 155 mm Mle F3 Automoteur — французская самоходная артиллерийская установка класса самоходных гаубиц на шасси французского лёгкого танка AMX-13. Разработана в первой половине 1950-х.
155 мм самоходная артиллерийская установка Mk F3, или Canon de 155 mm Mle F3 Automoteur (Cn-155-F3-Am), была разработана в первой половине 1950 для французской армии, чтобы заменить американскую 155 мм САУ М41. Mk F3 — самая легкая и маленькая по размерам САУ из когда-либо производившихся, поэтому, ввиду малых размеров и низкой цены, хорошо продавалась на экспорт. Будучи произведена на базе ходовой легкого танка AMX-13, Mk F3 могла вместить лишь двух членов экипажа из 8, остальные перемещались на специальном транспортном средстве. Это позволяло установить 155 мм орудие на ходовую меньших размеров, чем у САУ других наций, однако расположение большей части экипажа за пределами самой Mk F3 повышало риск его попадания под огонь противника.

## История
В начале 1950-х годов французская армия ощутила необходимость заменить устаревающую американскую САУ М41 на САУ собственного производства, взяв за основу ходовую от легкого танка AMX-13. Mk F3 была запущена в производство в начале 1960-х годов. Её низкая стоимость и низкая масса сделало её очень популярной системой вооружения на внешнем рынке. Она экспортировалась в ряд стран Южной Америки и стран Ближнего Востока и оставалась в производстве вплоть до начала 1980-х годов. В 1979 году на вооружение французской армии поступила САУ AMX-30 AuF.1, которая и заменила Mk F3.

## Описание конструкции
Mk F3 является серьезной модификацией шасси легкого танка AMX-13. В ней был удален задний ленивец, корпус был изменен, чтобы вместить 155 мм орудие и оставить место для отдачи, механизмов наводки и двух упоров для стабилизации САУ во время ведения огня. 155 мм орудие было разработано конструкторским бюро Тарба (Atelier de Construction de Tarbes (ATS)), шасси — конструкторским бюро Роана (Atelier de Construction Roanne (ARE)). Окончательную сборку и полевые испытания проводились Établissement d’Études et de Fabrications d’Armement de Bourges (EFAB).
155 мм пушка Mk F3 использовала осколочно-фугасные, дымовые, осветительные и реактивные снаряды. Радиус эффективной стрельбы 43,75 кг ОФ снарядами — 20050 м.
Корпус Mk F3 имеет цельносварную стальную конструкцию брони толщиной от 10 до 20 мм, защищающей двух членов экипажа против орудий мелкого калибра и осколков. Компоновка САУ стандартная: место водителя слева и спереди, моторно-трансмиссионное отделение — справа, и 155 мм орудие располагается в задней части. На передней части САУ установлен щиток, предотвращающий от затекания воды при форсировании водной преграды. Запасной каток часто располагается на лобовой броневой плите. У механика-водителя имеется цельный люк, открывающийся влево, который оснащен тремя дневными перископами, центральный из них может быть заменен на перископ с усилением изображения (или тепловой) для ночного вождения. Командир располагается позади мехвода, и у него есть двусоставной люк, открывающийся в обе стороны. Место командира также оснащено тремя перископами.
Торсионная подвеска состоит из пяти одинарных обрезиненных катков с ведущим первым катком, в качестве ленивца выступает 5 каток. Есть 3 поддерживающих катка. Первый и пятый катки имеют гидравлические амортизаторы. Траки гусеницы могут при необходимости оснащаться резиновыми вкладками. Укладка контейнеров осуществляется вдоль каждой стороны верхней части корпуса. Стандартное оборудование включает в себя громкоговоритель и кабельный барабан с 400 м кабеля.

## Недостатки
К слабостям Mk F3 можно отнести недостаточную ядерно-биологически-химическую защиту экипажа в силу особенностей дизайна конструкции. Также САУ способна вместить только двоих (командира и мехвода) из восьми членов экипажа, нужных для функционирования орудийных систем. Оставшиеся 6 членов экипажа вместе с 25 зарядами боеукладки передвигаются в машинах поддержки, обычно это AMX-VCI. В случае необходимости члены экипажа могут располагаться непосредственно на верхней броне, однако это означает, что они постоянно будут находиться вне бронированного пространства и будут уязвимы для вражеского огня.

## Боевое применение
Несколько десятков таких орудий (по разным данным 20 или 80) применялись Кувейтом в войне с Ираком в 1990 году. Все до одной они были захвачены иракскими вооружёнными силами. При помощи иорданских советников эти САУ были введены в строй иракской артиллерии.

## Производство
Общее количество произведенных Mk F3 — около 600 ед. Начиная с 1993 компания «Крезо-Луар» (Mécanique Creusot-Loire) стала называться Giat Industries, в 2006 переименована в Nexter. В 1997 году Франция поставила в Марокко последние 10 ед. 155 мм Mk F3.

## Основные операторы
- Аргентина — 23 Mk F3 по состоянию на 2021 год [3]
- Кипр ― 12 Mk F3 по состоянию на 2024 год[4]
- Чили — 47
- Эквадор — 15
- Перу — 12
- Марокко — 100
- Катар — 22
- Франция
- Саудовская Аравия
- Венесуэла —12